# Le Géographe (Vermeer)
Pour les articles homonymes, voir Géographe (homonymie).
Le Géographe (De geograaf) est un tableau de Johannes Vermeer (huile sur toile, 53 × 46,6 cm) peint vers 1668-1669, aujourd'hui conservé au Städelsches Kunstinstitut, à Francfort-sur-le-Main.

## L'Astronome, pendant duGéographe?

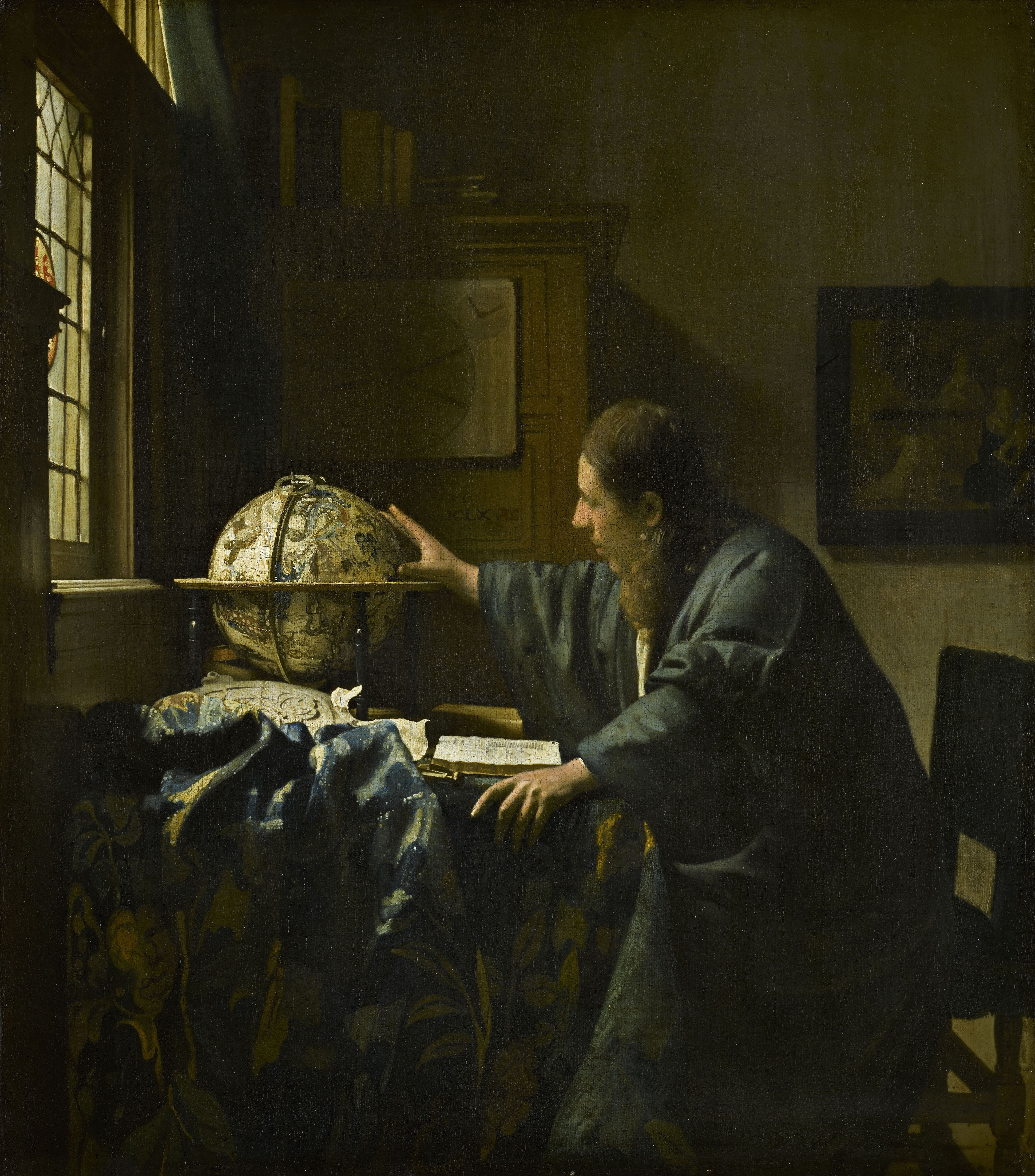
L'Astronome, 1668, huile sur toile,, musée du Louvre

L'Astronome, actuellement conservé au musée du Louvre, a longtemps été considéré comme le pendant du Géographe, eu égard aux nombreuses similitudes qu'ils comportent. Fait rare dans l'œuvre de Vermeer, les deux tableaux sont à la fois datés et signés, et leur exécution semble être contemporaine, puisque L'Astronome présente, peinte sur l'armoire, la date de « MDCLXVIII », soit, 1668, alors que Le Géographe comporte, inscrite sur le mur du fond, dans l'angle supérieur droit de la toile, la date de « MDCLXVIIII », soit, 1669.
L'homme pris comme modèle est visiblement le même : ce sont les deux seules toiles de Vermeer à prendre comme sujet unique une figure masculine, qui ne réapparaît d'ailleurs dans aucune autre de ses œuvres actuellement connues. Leur tenue est comparable : on retrouve la même robe de chambre de soie, dite « japonaise », vraisemblablement de soie, même si leurs couleurs respectives diffèrent légèrement — bleu pour le géographe, bleu tirant vers le vert pour l'astronome —, et que celle du géographe présente une bordure de fourrure teinte en rouge, absente de celle de l'astronome.
Une reconstitution du décor a démontré que l'espace représenté était identique, Vermeer ayant simplement légèrement changé d'angle et de cadrage d'une toile à l'autre. L'ouverture extérieure sur le mur de gauche par exemple est similaire, une fenêtre double surmontée d'une troisième occupant toute la largeur des deux premières; mais dans L'Astronome la fenêtre la plus proche de l'angle de la pièce, à côté de l'armoire, est occultée par un volet fermé, ouvert dans Le Géographe, et le rideau, situé à droite de l'ouverture dans la première toile est à gauche dans la seconde. Et si la surface vitrée est quadrillée par une même structure métallique surmontée d'une bande en losanges, la fenêtre de L'Astronome comporte également, à demi masqué par le montant extérieur gauche, un motif armorié ovale, en rouge et jaune, absent dans l'autre toile. Une même armoire, de plus, occupe l'angle de la pièce.
Le sujet commun des deux toiles, un savant dans son cabinet d'étude, justifie également le fait qu'on les ait rapprochées. Géographie et astronomie étaient, au XVIIe siècle des disciplines connexes, renvoyant toutes deux à la soif de découverte des mondes nouveaux, qu'ils soient terrestres ou célestes, à la mesure scientifique et la représentation graphique de ces espaces, aux déplacements et à la circulation, notamment maritimes, des hommes et des marchandises — l'observation des étoiles permettant de calculer la position exacte des navires. Le compas que le géographe tient dans la main est présent, posé sur la table de l'astronome, devant sa main gauche. Sur l'armoire du Géographe figure un globe terrestre — tourné vers l'océan Indien —, réalisé par le savant Jodocus Hondius, et qui était vendu en paire en 1618 avec le globe céleste que le même élabora en 1600, et que l'on retrouve devant l'astronome. Autre objet à circuler d'une toile à l'autre, le compas, dans les mains du géographe, qui lève la tête vers la lumière alors qu'il était en train de prendre des mesures sur la carte disposée devant lui, mais aussi à portée de main de l'astronome, en partie recouvert par la draperie sur la table.
Ces similitudes ont pendant très longtemps fait vendre — et par conséquent exposer — les deux tableaux ensemble. Toutefois, l'idée selon laquelle les deux tableaux constituaient des pendants a fait l'objet de discussions récentes, dans la mesure où, au-delà de leurs similitudes, les deux compositions ne dialoguent pas. Non seulement leurs formats sont légèrement différents (50 × 45 cm pour L'Astronome, 53 × 46,6 cm pour Le Géographe) — la différence n'étant cependant pas suffisante pour constituer un argument décisif —, mais surtout, les deux figures sont tournées dans le même sens, vers la fenêtre à gauche, d'où provient la lumière, ce qui redouble plus la scène que cela n'instaure un véritable dialogue entre elles. Malgré cela, un retour à la première hypothèse a pu être proposé, s'appuyant sur la certitude — scientifiquement prouvée — de l'authenticité des dates et signatures dans les deux œuvres, de la proximité de leurs formats, ainsi que celle de l'attitude contemplative des deux hommes, qui suspendent un instant leurs recherches. Le Géographe serait alors destiné à être placé à gauche de L'Astronome.